# Phymatodes infuscatus
Phymatodes infuscatus är en skalbaggsart som först beskrevs av Leconte 1859.  Phymatodes infuscatus ingår i släktet Phymatodes och familjen långhorningar. Inga underarter finns listade i Catalogue of Life.